# Pheidon

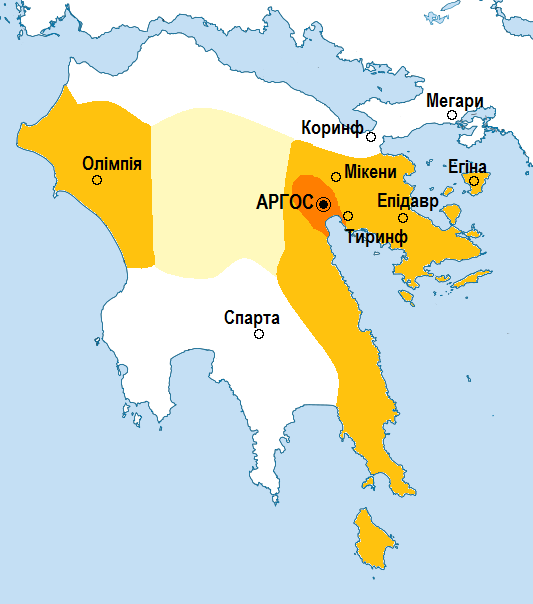
Carte du territoire d'Argos sous Pheidon.

Pheidon ou Phidon (première moitié du VIIe siècle av. J.-C., cependant, on le fait parfois remonter au siècle précédent) est un roi d'Argos. Il était un Héraclide et descendait de Téménos. Selon Aristote, il abusa de ses pouvoirs héréditaires et devint tyran. Il fut sans conteste un personnage important, mais ses dates et ses activités restent peu connues. On lui attribuait trois grandes réalisations : il reprit possession du « lot de Téménos » (il unifia l'Argolide), il standardisa les poids et les mesures, il retira à Élis l'organisation des Jeux olympiques. 
Les sources suggèrent qu'il fut un chef militaire chanceux, et c'est peut-être grâce à lui qu'Argos succéda à Chalcis, en Eubée, au rang de la première puissance militaire de la Grèce, conséquence possible de l'introduction, à son initiative, de la phalange hoplitique à Argos. Il peut avoir été l'artisan de la victoire d'Argos sur les envahisseurs spartiates, à Hysiai, sur le côté argien de la frontière entre les deux pays, en 669 av. J.-C. Sa standardisation des poids et mesures est probablement la réforme qui fixa le poids des broches en fer (obeloi), qui précédèrent le monnayage. Il serait à l’origine de la frappe des premières monnaies en Grèce d’Europe. 